# Dorylus montanus
Dorylus montanus är en myrart som beskrevs av Santschi 1910. Dorylus montanus ingår i släktet Dorylus och familjen myror. Inga underarter finns listade i Catalogue of Life.